# Vòlvul
Un vòlvul és una torsió de l'intestí que succeeix quan es produeix un doblec del mateix intestí i el mesenteri que el suporta, donant lloc a una obstrucció intestinal. Els símptomes inclouen dolor abdominal, distensió abdominal, vòmits, restrenyiment i sang en la femta. L'inici dels símptomes pot ser ràpid o més gradual. El mesenteri pot retorçar-se tan fortament que es talli el flux sanguini a part de l'intestí, donant lloc a una isquèmia intestinal. En aquesta situació pot haver-hi febre o dolor important quan es toca l'abdomen.
Els factors de risc inclouen un defecte de naixement conegut com a malrotació intestinal, un engrandiment del còlon, la malaltia de Hirschsprung, l'embaràs i les adherències abdominals. El restrenyiment a llarg termini i una dieta rica en fibra també poden augmentar el risc. La part més afectada dels intestins en adults és el còlon sigmoide, amb el cec que és el segon més afectat. En els nens, l'intestí prim està més afectat. L'estómac també es pot veure afectat. El diagnòstic es fa normalment amb imatges mèdiques, com ara radiografies simples, un ènema opac o una tomografia computada.
El tractament inicial del vòlvul sigmoide pot consistir en una sigmoidoscòpia o amb un ènema de bari. A causa de l'alt risc de recurrència, generalment es recomana una resecció intestinal durant els dos dies següents. Si l'intestí està molt retorçat o es talla el subministrament de sang, cal una cirurgia immediata. En un vòlvul cecal, sovint s'ha d'extirpar quirúrgicament part de l'intestí. Si el cec encara està sa, de tant en tant es pot tornar a una posició normal i suturar-lo al seu lloc.
Es van descriure casos de vòlvuls a l'antic Egipte ja l'any 1550 aC. Es produeix amb més freqüència a l'Àfrica, l'Orient Mitjà i l'Índia. Les taxes de vòlvuls als Estats Units són d'uns 2-3 per cada 100.000 persones per any. El vòlvul sigmoide i cecal es produeix normalment entre els 30 i els 70 anys. El pronòstic està relacionats amb si el teixit intestinal ha mort o no. El terme vòlvul prové del llatí "volvere"; que significa "rodar".